# 繁峙琉璃塔
繁峙琉璃塔，位于山西省忻州市繁峙县岩头乡庄子村，是中华人民共和国全国重点文物保护单位之一。
2004年6月10日公布为山西省文物保护单位。2019年10月7日公布为第八批全国重点文物保护单位。